# Syzygium laeve
Syzygium laeve là một loài thực vật có hoa trong Họ Đào kim nương. Loài này được (Montrouz.) Govaerts mô tả khoa học đầu tiên năm 2008.